# Ялелис, Статис
Ста́тис Ялели́с (греч. Στάθης Γιαλελής, англ. Stathis Giallelis; род. 21 января 1941, Греция) — греческий актёр. В начале 1960-х годов приобрёл непродолжительную международную известность, снявшись в кинофильме Элиа Казана «Америка, Америка» (1963), принёсшем ему премию «Золотой глобус» за лучший дебют актёра (1964). Также номинировался на «Золотой глобус» за лучшую мужскую роль — драма (1964).

## Фильмография
- 1963 — Молодые Афродиты
- 1963 — Америка, Америка — Ставрос Топузоглу
- 1964 — Возмездие[англ.] — Маноли (в титрах указан как Арис Ялелис)
- 1966 — Замочная скважина — Мартин Казальс
- 1966 — Откинь гигантскую тень[англ.] — Рам Орен
- 1968 — Блю[англ.] — Мануэль
- 1970 — Реквием[англ.] — Матея
- 1974 — Репетиция[англ.]
- 1976 — Счастливый день
- 1978 — Дети Санчеса[англ.] — Роберто
- 1980 — Панагулис жив[англ.] (мини-сериал) — Александрос Панагулис
- 1983 — Песня возвращения[англ.] — Антонис Мелиссинос
- 1995 — История американского кино от Мартина Скорсезе (документальный фильм) — Ставрос Топузоглу, «Америка, Америка» (в титрах не указан)